# Walter Delle Case
Walter Delle Case (Majano, 22 luglio 1959) è un ex ciclista su strada italiano, professionista dal 1982 al 1988.

## Carriera
Nato nel 1959 a Majano, in provincia di Udine, da dilettante ha vinto, tra le altre gare, il Gran Premio della Liberazione nel 1979 con la G.S. Lema Mobili, oltre che una semitappa al Giro delle Regioni 1980, una al Giro d'Italia dilettanti 1981 e la Milano-Tortona 1981 con la G.S. Novartiplast. Nel 1981 ha partecipato ai Mondiali	di Praga, nella cronosquadre Dilettanti, insieme a Mauro De Pellegrin, Ivano Maffei e Silvestro Milani, chiudendo 5º.
Nel 1982, a 23 anni, è passato professionista con l'Atala, prendendo parte al Giro d'Italia, arrivando 95º, alla Milano-Sanremo, terminando 10º, e ottenendo la sua unica vittoria da professionista, una tappa al Giro del Trentino. Anche nel 1983 ha partecipato al Giro d'Italia, chiudendo 136º.
Nel 1985 è passato alla Murella-Rossin, con la quale ha preso parte al Giro d'Italia 1986, arrivando 142º.
Ha chiuso la carriera nel 1988, a 29 anni, dopo aver corso con la svizzera Isotonic-Cyndarella e, nell'ultima stagione, all'Ariostea.

## Palmarès
- 1977 (dilettanti)

G.P. Sovizzo - Piccola Sanremo
- 1978 (dilettanti)

Gran Premio Chianti Colline d'Elsa
- 1979 (dilettanti)

Gran Premio della Liberazione
Coppa Colli Briantei
- 1980 (dilettanti)

Targa Libero Ferrario
G.P. d'Apertura - Percoto
1ª tappa 1ª semitappa Giro delle Regioni (Rieti > Rieti)
- 1981 (dilettanti)

Milano-Tortona
Coppa Città di San Daniele
11ª tappa 2ª semitappa Giro d'Italia dilettanti (Santa Croce sull'Arno, cronometro)
1ª tappa Settimana Internazionale della Brianza
- 1982 (Atala, una vittoria)

2ª tappa Giro del Trentino (Lodrone > Cles)

### Altri successi
- 1980 (dilettanti)

Trofeo Baracchi dilettanti (Bergamo, cronosquadre)

## Piazzamenti

### Grandi Giri
- Giro d'Italia

1982: 95º
1983: 136º
1986: 142º

### Classiche monumento
- Milano-Sanremo

1982: 10º

### Competizioni mondiali
- Campionati del mondo

Praga 1981 - Cronometro a squadre Dilettanti: 5º